# شون بورنس
شون بورنس (بالإنجليزية: Sean Burns)‏ (6 أكتوبر 1991 في المملكة المتحدة - ) هو لاعب كرة قدم بريطاني في مركز الوسط. لعب مع نادي سانت ميرين وأردريونيانز ونادي كوينز بارك.

## وصلات خارجية
- شون بورنس على موقع قاعدة بيانات كرة القدم.إي يو (الإنجليزية)
- شون بورنس على موقع Soccerbase.com (لاعب) (الإنجليزية)
- شون بورنس على موقع Soccerway.com (الإنجليزية)